# Благовещение Богородично (Олимпиада)
„Благовещение Богородично“ (на гръцки: Ἱερά Μονή Εὐαγγελισμοῦ τῆς Θεοτόκου) е православен женски манастир в село Олимпиада, Халкидики, Гърция, част от Йерисовската, Светогорска и Ардамерска епархия. Манастирът е разположен на 110 km от Солун и на 15 km от Ставрос. Основан е в 1993 година.